# Tatsuo Shimabuku
Tatsuo Shimabuku (em japonês:  島袋 龍夫, Shimabukuro Tatsuo) foi um mestre de caratê. Nasceu em 19 de setembro de 1908, na vila de Kyan, em Oquinaua, e teve passamento em 30 de maio de 1975. Dentre suas maiores contribuições está a fundação do estilo Isshin-ryu, de caratê, que pretende conciliar as técnicas lineares do estilo Shorin-ryu com as circulares, do Goju-ryu.